# Liste des porte-drapeaux à la cérémonie de clôture des Jeux olympiques d'été de 2020
La liste ci-dessous répertorie les porte-drapeaux présents lors de la parade des nations de la cérémonie de clôture des Jeux olympiques d'été de 2020 au Nouveau stade olympique national à Tokyo (Japon). Au cours de ce défilé, les athlètes de chacun des comités nationaux olympiques participants effectuent leur marche précédés du drapeau de leur pays, brandi par le(s) porte-drapeau(x) choisi(s) par leur délégation.

## Ordre du défilé
Conformément à la tradition, la délégation ouvrant la marche est celle de la Grèce, en sa qualité de pays fondateur des Jeux olympiques, avec celle du pays hôte, ici le Japon. Comme toujours lors des cérémonies de clôture, les autres comités nationaux défilent mélangés.

## Liste des porte-drapeaux
| Ordre | Pays                             | Nom en japonais                        | Transliteration                     | Sportif                      | Discipline              |
| ----- | -------------------------------- | -------------------------------------- | ----------------------------------- | ---------------------------- | ----------------------- |
| 1     | Grèce                            | ギリシャ                               | Girisha                             | Ioannis Fountoulis           | Water-polo              |
| 2     | Équipe olympique des réfugiés    | 難民選手団                             | Nanmin Senshu-dan                   | Hamoon Derafshipour          | Karaté                  |
| 3     | Islande                          | アイスランド                           | Aisurando                           | Porté par un volontaire      | Porté par un volontaire |
| 4     | Irlande                          | アイルランド                           | Airurando                           | Natalya Coyle                | Pentathlon moderne      |
| 5     | Azerbaïdjan                      | アゼルバイジャン                       | Azerubaijan                         | Haji Aliyev                  | Lutte                   |
| 6     | Afghanistan                      | アフガニスタン                         | Afuganisutan                        | Porté par un volontaire      | Porté par un volontaire |
| 7     | Émirats arabes unis              | アラブ首長国連邦                       | Arabu Shuchōkoku Renpō              | Porté par un volontaire      | Porté par un volontaire |
| 8     | Algérie                          | アルジェリア                           | Arujeria                            | Imane Khelif                 | Boxe                    |
| 9     | Argentine                        | アルゼンチン                           | Aruzenchin                          | Pedro Ibarra                 | Hockey sur gazon        |
| 10    | Aruba                            | アルバ                                 | Aruba                               | Porté par un volontaire      | Porté par un volontaire |
| 11    | Albanie                          | アルバニア                             | Arubania                            | Porté par un volontaire      | Porté par un volontaire |
| 12    | Arménie                          | アルメニア                             | Arumenia                            | Hovhannes Bachkov            | Boxe                    |
| 13    | Angola                           | アンゴラ                               | Angora                              | Porté par un volontaire      | Porté par un volontaire |
| 14    | Antigua-et-Barbuda               | アンティグア・バーブーダ               | Antigua Bābūda                      | Cejhae Greene                | Athlétisme              |
| 15    | Andorre                          | アンドラ                               | Andora                              | Pol Moya                     | Athlétisme              |
| 16    | Yémen                            | イエメン                               | Iemen                               | Porté par un volontaire      | Porté par un volontaire |
| 17    | Israël                           | イスラエル                             | Isuraeru                            | Linoy Ashram                 | Gymnastique rythmique   |
| 18    | Italie                           | イタリア                               | Itaria                              | Marcell Jacobs               | Athlétisme              |
| 19    | Irak                             | イラク                                 | Iraku                               | Porté par un volontaire      | Porté par un volontaire |
| 20    | Iran                             | イラン・イスラム共和国                 | Iran Isuramu Kyōwakoku              | Amir Hossein Zare            | Lutte                   |
| 21    | Inde                             | インド                                 | Indo                                | Bajrang Punia                | Lutte                   |
| 22    | Indonésie                        | インドネシア                           | Indoneshia                          | Porté par un volontaire      | Porté par un volontaire |
| 23    | Ouganda                          | ウガンダ                               | Uganda                              | Peruth Chemutai              | Athlétisme              |
| 24    | Ukraine                          | ウクライナ                             | Ukuraina                            | Liudmyla Luzan               | Canoë-kayak             |
| 25    | Ouzbékistan                      | ウズベキスタン                         | Uzubekisutan                        | Akbar Djuraev                | Haltérophilie           |
| 26    | Uruguay                          | ウルグアイ                             | Uruguai                             | María Pía Fernández          | Athlétisme              |
| 27    | Grande-Bretagne                  | 英国                                   | Eikoku                              | Laura Kenny                  | Cyclisme                |
| 28    | Îles Vierges britanniques        | 英領バージン諸島                       | Ei-ryō Bājin Shotō                  | Porté par un volontaire      | Porté par un volontaire |
| 29    | Équateur                         | エクアドル                             | Ekuadoru                            | Glenda Morejón               | Athlétisme              |
| 30    | Égypte                           | エジプト                               | Ejiputo                             | Giana Farouk                 | Karaté                  |
| 31    | Estonie                          | エストニア                             | Esutonia                            | Maicel Uibo                  | Athlétisme              |
| 32    | Eswatini                         | エスワティニ                           | Esuwatini                           | Sibusiso Matsenjwa           | Athlétisme              |
| 33    | Éthiopie                         | エチオピア                             | Echiopia                            | Selemon Barega               | Athlétisme              |
| 34    | Érythrée                         | エリトリア                             | Eritoria                            | Nazret Weldu                 | Athlétisme              |
| 35    | Salvador                         | エルサルバドル                         | Erusarubadoru                       | Yamileth Solorzano           | Boxe                    |
| 36    | Australie                        | オーストラリア                         | Ōsutoraria                          | Mathew Belcher               | Voile                   |
| 37    | Autriche                         | オーストリア                           | Ōsutoria                            | Andreas Mueller              | Cyclisme                |
| 38    | Oman                             | オマーン                               | Omān                                | Porté par un volontaire      | Porté par un volontaire |
| 39    | Pays-Bas                         | オランダ                               | Oranda                              | Sifan Hassan                 | Athlétisme              |
| 40    | Ghana                            | ガーナ                                 | Gāna                                | Samuel Takyi                 | Boxe                    |
| 41    | Cap-Vert                         | カーボべルデ                           | Kāboberude                          | Daniel Varela de Pina        | Boxe                    |
| 42    | Guyana                           | ガイアナ                               | Gaiana                              | Emanuel Archibald            | Athlétisme              |
| 43    | Kazakhstan                       | カザフスタン                           | Kazafusutan                         | Kamshybek Kunkabayev         | Boxe                    |
| 44    | Qatar                            | カタール                               | Katāru                              | Porté par un volontaire      | Porté par un volontaire |
| 45    | Canada                           | カナダ                                 | Kanada                              | Damian Warner                | Athlétisme              |
| 46    | Gabon                            | ガボン                                 | Gabon                               | Porté par un volontaire      | Porté par un volontaire |
| 47    | Cameroun                         | カメルーン                             | Kamerūn                             | Porté par un volontaire      | Porté par un volontaire |
| 48    | Gambie                           | ガンビア                               | Ganbia                              | Ebrima Camara                | Athlétisme              |
| 49    | Cambodge                         | カンボジア                             | Kanbojia                            | Porté par un volontaire      | Porté par un volontaire |
| 50    | Macédoine du Nord                | 北マケドニア                           | Kita Makedonia                      | Magomedgadji Nurov           | Lutte                   |
| 51    | Guinée                           | ギニア                                 | Ginia                               | Fatoumata Camara             | Lutte                   |
| 52    | Guinée-Bissau                    | ギニアビサウ                           | Giniabisau                          | Augusto Midana               | Lutte                   |
| 53    | Chypre                           | キプロス                               | Kipurosu                            | Porté par un volontaire      | Porté par un volontaire |
| 54    | Cuba                             | キューバ                               | Kyūba                               | Zurian Hechavarria           | Athlétisme              |
| 55    | Kiribati                         | キリバス                               | Kiribasu                            | Ruben Katoatau               | Haltérophilie           |
| 56    | Kirghizistan                     | キルギス                               | Kirugisu                            | Ernazar Akmataliev           | Lutte                   |
| 57    | Guatemala                        | グアテマラ                             | Guatemara                           | Charles Fernandez            | Pentathlon moderne      |
| 58    | Guam                             | グアム                                 | Guamu                               | Rckaela Aquino               | Lutte                   |
| 59    | Koweït                           | クウェート                             | Kuwēto                              | Porté par un volontaire      | Porté par un volontaire |
| 60    | Îles Cook                        | クック諸島                             | Kukku Shotō                         | Porté par un volontaire      | Porté par un volontaire |
| 61    | Grenade                          | グレナダ                               | Gurenada                            | Kirani James                 | Athlétisme              |
| 62    | Croatie                          | クロアチア                             | Kuroachia                           | Andro Buslje                 | Water-polo              |
| 63    | Îles Caïmans                     | ケイマン諸島                           | Keiman Shotō                        | Porté par un volontaire      | Porté par un volontaire |
| 64    | Kenya                            | ケニア                                 | Kenia                               | Timothy Cheruiyot            | Athlétisme              |
| 65    | Côte d'Ivoire                    | コートジボワール                       | Kōtojibowāru                        | Marie-Josée Ta Lou           | Athlétisme              |
| 66    | Costa Rica                       | コスタリカ                             | Kosutarika                          | Noelia Vargas                | Athlétisme              |
| 67    | Kosovo                           | コソボ                                 | Kosobo                              | Egzon Shala                  | Lutte                   |
| 68    | Comores                          | コモロ                                 | Komoro                              | Fadane Hamadi                | Athlétisme              |
| 69    | Colombie                         | コロンビア                             | Koronbia                            | Ingrit Valencia              | Boxe                    |
| 70    | République du Congo              | コンゴ                                 | Kongo                               | Gilles Anthony Afoumba       | Athlétisme              |
| 71    | République démocratique du Congo | コンゴ民主共和国                       | Kongo Minshu Kyōwakoku              | Porté par un volontaire      | Porté par un volontaire |
| 72    | Arabie saoudite                  | サウジアラビア                         | Saujiarabia                         | Porté par un volontaire      | Porté par un volontaire |
| 73    | Samoa                            | サモア                                 | Samoa                               | Anne Cairns                  | Canoë-kayak             |
| 74    | Sao Tomé-et-Principe             | サントメ・プリンシペ                   | Santome Purinshipe                  | Porté par un volontaire      | Porté par un volontaire |
| 75    | Zambie                           | ザンビア                               | Zanbia                              | Sydney Siame                 | Athlétisme              |
| 76    | Saint-Marin                      | サンマリノ                             | Sanmarino                           | Myles Amine                  | Lutte                   |
| 77    | ROC                              | ROC                                    | ROC                                 | Abdulrashid Sadulaev         | Lutte                   |
| 78    | Sierra Leone                     | シエラレオネ                           | Shierareone                         | Porté par un volontaire      | Porté par un volontaire |
| 79    | Djibouti                         | ジブチ                                 | Jibuchi                             | Souhra Ali Mohamed           | Athlétisme              |
| 80    | Jamaïque                         | ジャマイカ                             | Jamaika                             | Stephenie Ann McPherson      | Athlétisme              |
| 81    | Géorgie                          | ジョージア                             | Jōjia                               | Gogita Arkania               | Karaté                  |
| 82    | Syrie                            | シリア・アラブ共和国                   | Shiria Arabu Kyōwakoku              | Porté par un volontaire      | Porté par un volontaire |
| 83    | Singapour                        | シンガポール                           | Shingapōru                          | Jonathan Chan                | Plongeon                |
| 84    | Zimbabwe                         | ジンバブエ                             | Jinbabue                            | Scott Vincent                | Golf                    |
| 85    | Suisse                           | スイス                                 | Suisu                               | Elena Quirici                | Karaté                  |
| 86    | Suède                            | スウェーデン                           | Suwēden                             | Peder Fredricson             | Équitation              |
| 87    | Soudan                           | スーダン                               | Sūdan                               | Porté par un volontaire      | Porté par un volontaire |
| 88    | Espagne                          | スペイン                               | Supein                              | Sandra Sánchez               | Karaté                  |
| 89    | Suriname                         | スリナム                               | Surinamu                            | Porté par un volontaire      | Porté par un volontaire |
| 90    | Sri Lanka                        | スリランカ                             | Suriranka                           | Yupun Abeykoon Mudiyanselage | Athlétisme              |
| 91    | Slovaquie                        | スロバキア                             | Surobakia                           | Danka Bartekova              | Tir sportif             |
| 92    | Slovénie                         | スロベニア                             | Surobenia                           | Janja Garnbret               | Escalade                |
| 93    | Seychelles                       | セーシェル                             | Sēsheru                             | Rodney Govinden              | Voile                   |
| 94    | Guinée équatoriale               | 赤道ギニア                             | Sekidō Ginia                        | Porté par un volontaire      | Porté par un volontaire |
| 95    | Sénégal                          | セネガル                               | Senegaru                            | Adama Diatta                 | Lutte                   |
| 96    | Serbie                           | セルビア                               | Serubia                             | Jovana Preković              | Karaté                  |
| 97    | Saint-Christophe-et-Niévès       | セントクリストファー・ネービス         | Sentokurisutofā Nēbisu              | Porté par un volontaire      | Porté par un volontaire |
| 98    | Saint-Vincent-et-les-Grenadines  | セントビンセント及びグレナディーン諸島 | Sentobinsento Oyobi Gurenadīn Shotō | Porté par un volontaire      | Porté par un volontaire |
| 99    | Sainte-Lucie                     | セントルシア                           | Sentorushia                         | Levern Spencer               | Athlétisme              |
| 100   | Somalie                          | ソマリア                               | Somaria                             | Porté par un volontaire      | Porté par un volontaire |
| 101   | Îles Salomon                     | ソロモン諸島                           | Soromon Shotō                       | Mary Kini Lifu               | Haltérophilie           |
| 102   | Thaïlande                        | タイ                                   | Tai                                 | Sudaporn Seesondee           | Boxe                    |
| 103   | Corée du Sud                     | 大韓民国                               | Daikanminkoku                       | Jun Woong-tae                | Pentathlon moderne      |
| 104   | Taipei chinois                   | チャイニーズ・タイペイ                 | Chainīzu Taipei                     | Chen Chieh                   | Athlétisme              |
| 105   | Tadjikistan                      | タジキスタン                           | Tajikisutan                         | Porté par un volontaire      | Porté par un volontaire |
| 106   | Tanzanie                         | タンザニア連合共和国                   | Tanzania Rengō Kyōwakoku            | Alphonce Felix Simbu         | Athlétisme              |
| 107   | Tchéquie                         | チェコ共和国                           | Cheko Kyōwakoku                     | Jakub Vadlejch               | Athlétisme              |
| 108   | Tchad                            | チャド                                 | Chado                               | Porté par un volontaire      | Porté par un volontaire |
| 109   | République centrafricaine        | 中央アフリカ共和国                     | Chūō Afurika Kyōwakoku              | Porté par un volontaire      | Porté par un volontaire |
| 110   | Chine                            | 中華人民共和国                         | Chūka Jinmin Kyōwakoku              | Bingtian Su                  | Athlétisme              |
| 111   | Tunisie                          | チュニジア                             | Chunijia                            | Ghailene Khattali            | Canoë-kayak             |
| 112   | Chili                            | チリ                                   | Chiri                               | Maria Mailliard              | Canoë-kayak             |
| 113   | Tuvalu                           | ツバル                                 | Tsubaru                             | Karalo Maibuca               | Athlétisme              |
| 114   | Danemark                         | デンマーク                             | Denmāku                             | Emma Jørgensen               | Canoë-kayak             |
| 115   | Allemagne                        | ドイツ                                 | Doitsu                              | Ronald Rauhe                 | Canoë-kayak             |
| 116   | Togo                             | トーゴ                                 | Tōgo                                | Claire Ayivon                | Aviron                  |
| 117   | Dominique                        | ドミニカ                               | Dominika                            | Thea Lafond                  | Athlétisme              |
| 118   | République dominicaine           | ドミニカ共和国                         | Dominika Kyōwakoku                  | Prisilla Rivera Brens        | Volley-ball             |
| 119   | Trinité-et-Tobago                | トリニダード・トバゴ                   | Torinidādo Tobago                   | Andwuelle Wright             | Athlétisme              |
| 120   | Turkménistan                     | トルクメニスタン                       | Torukumenisutan                     | Porté par un volontaire      | Porté par un volontaire |
| 121   | Turquie                          | トルコ                                 | Toruko                              | Busenaz Surmeneli            | Boxe                    |
| 122   | Tonga                            | トンガ                                 | Tonga                               | Porté par un volontaire      | Porté par un volontaire |
| 123   | Nigeria                          | ナイジェリア                           | Naijeria                            | Odunayo Folasade Adekuoroye  | Lutte                   |
| 124   | Nauru                            | ナウル                                 | Nauru                               | Nancy Genzel Abouke          | Haltérophilie           |
| 125   | Namibie                          | ナミビア                               | Namibia                             | Beatrice Masilingi           | Athlétisme              |
| 126   | Nicaragua                        | ニカラグア                             | Nikaragua                           | Porté par un volontaire      | Porté par un volontaire |
| 127   | Niger                            | ニジェール                             | Nijēru                              | Porté par un volontaire      | Porté par un volontaire |
| 128   | Nouvelle-Zélande                 | ニュージーランド                       | Nyūjīrando                          | Valerie Adams                | Athlétisme              |
| 129   | Népal                            | ネパール                               | Nepāru                              | Porté par un volontaire      | Porté par un volontaire |
| 130   | Norvège                          | ノルウェー                             | Noruwē                              | Katrine Lunde                | Handball                |
| 131   | Bahreïn                          | バーレーン                             | Bārēn                               | Husain Mahfoodh              | Handball                |
| 132   | Haïti                            | ハイチ                                 | Haichi                              | Mulern Jean                  | Athlétisme              |
| 133   | Pakistan                         | パキスタン                             | Pakisutan                           | Arshad Nadeem                | Athlétisme              |
| 134   | Panama                           | パナマ                                 | Panama                              | Jorge Castelblanco           | Athlétisme              |
| 135   | Vanuatu                          | バヌアツ                               | Banuatsu                            | Riilio Rii                   | Aviron                  |
| 136   | Bahamas                          | バハマ                                 | Bahama                              | Megan Moss                   | Athlétisme              |
| 137   | Papouasie-Nouvelle-Guinée        | パプアニューギニア                     | Papuanyūginia                       | Porté par un volontaire      | Porté par un volontaire |
| 138   | Bermudes                         | バミューダ                             | Bamyūda                             | Porté par un volontaire      | Porté par un volontaire |
| 139   | Palaos                           | パラオ                                 | Parao                               | Porté par un volontaire      | Porté par un volontaire |
| 140   | Paraguay                         | パラグアイ                             | Paraguai                            | Derlys Ayala                 | Athlétisme              |
| 141   | Barbade                          | バルバドス                             | Barubadosu                          | Tia-Adana Belle              | Athlétisme              |
| 142   | Palestine                        | パレスチナ                             | Paresuchina                         | Porté par un volontaire      | Porté par un volontaire |
| 143   | Hongrie                          | ハンガリー                             | Hangarī                             | Bálint Kopasz                | Canoë-kayak             |
| 144   | Bangladesh                       | バングラデシュ                         | Banguradeshu                        | Porté par un volontaire      | Porté par un volontaire |
| 145   | Timor oriental                   | 東ティモール民主共和国                 | Higashi Timōru Minshu Kyōwakoku     | Porté par un volontaire      | Porté par un volontaire |
| 146   | Fidji                            | フィジー                               | Fijī                                | Rusila Nagasau               | Rugby à sept            |
| 147   | Philippines                      | フィリピン                             | Firipin                             | Nesthy Petecio               | Boxe                    |
| 148   | Finlande                         | フィンランド                           | Finrando                            | Mira Potkonen                | Boxe                    |
| 149   | Bhoutan                          | ブータン                               | Būtan                               | Sangay Tenzin                | Natation                |
| 150   | Porto Rico                       | プエルトリコ                           | Puerutoriko                         | Rafael Quintero Diaz         | Plongeon                |
| 151   | Brésil                           | ブラジル                               | Burajiru                            | Rebeca Andrade               | Gymnastique artistique  |
| 152   | Bulgarie                         | ブルガリア                             | Burugaria                           | Simona Dyankova              | Gymnastique rythmique   |
| 153   | Burkina Faso                     | ブルキナファソ                         | Burukinafaso                        | Porté par un volontaire      | Porté par un volontaire |
| 154   | Brunei                           | ブルネイ・ダルサラーム                 | Burunei Darusarāmu                  | Porté par un volontaire      | Porté par un volontaire |
| 155   | Burundi                          | ブルンジ                               | Burunji                             | Porté par un volontaire      | Porté par un volontaire |
| 156   | Samoa américaines                | 米領サモア                             | Amerika-ryō Samoa                   | Nathan Crumpton              | Athlétisme              |
| 157   | Îles Vierges des États-Unis      | 米領バージン諸島                       | Amerika-ryō Bājin Shotō             | Eddie Lovett                 | Athlétisme              |
| 158   | Viêt Nam                         | ベトナム                               | Betonamu                            | Porté par un volontaire      | Porté par un volontaire |
| 159   | Bénin                            | ベナン                                 | Benan                               | Porté par un volontaire      | Porté par un volontaire |
| 160   | Venezuela                        | ベネズエラ                             | Benezuera                           | Antonio José Díaz            | Karaté                  |
| 161   | Biélorussie                      | ベラルーシ                             | Berarūshi                           | Ilya Palazkov                | Pentathlon moderne      |
| 162   | Belize                           | ベリーズ                               | Berīzu                              | Amado Cruz                   | Canoë-kayak             |
| 163   | Pérou                            | ペルー                                 | Perū                                | Alexandra Grande             | Karaté                  |
| 164   | Belgique                         | ベルギー                               | Berugī                              | Gregory Wathelet             | Équitation              |
| 165   | Pologne                          | ポーランド                             | Pōrando                             | Karolina Naja                | Canoë-kayak             |
| 166   | Bosnie-Herzégovine               | ボスニア・ヘルツェゴビナ               | Bosunia Herutsegobina               | Amel Tuka                    | Athlétisme              |
| 167   | Botswana                         | ボツワナ                               | Botsuwana                           | Anthony Pesela               | Athlétisme              |
| 168   | Bolivie                          | ボリビア                               | Boribia                             | Angela Castro                | Athlétisme              |
| 169   | Portugal                         | ポルトガル                             | Porutogaru                          | Pedro Pichardo               | Athlétisme              |
| 170   | Hong Kong                        | ホンコン・チャイナ                     | Honkon Chaina                       | Grace Lau                    | Karaté                  |
| 171   | Honduras                         | ホンジュラス                           | Honjurasu                           | Iván Zarco                   | Athlétisme              |
| 172   | Îles Marshall                    | マーシャル諸島                         | Māsharu Shotō                       | Porté par un volontaire      | Porté par un volontaire |
| 173   | Madagascar                       | マダガスカル                           | Madagasukaru                        | Porté par un volontaire      | Porté par un volontaire |
| 174   | Malawi                           | マラウイ                               | Maraui                              | Porté par un volontaire      | Porté par un volontaire |
| 175   | Mali                             | マリ                                   | Mari                                | Porté par un volontaire      | Porté par un volontaire |
| 176   | Malte                            | マルタ                                 | Maruta                              | Porté par un volontaire      | Porté par un volontaire |
| 177   | Malaisie                         | マレーシア                             | Marēshia                            | Pandelela Pamg               | Plongeon                |
| 178   | Micronésie                       | ミクロネシア連邦                       | Mikuroneshia Renpō                  | Porté par un volontaire      | Porté par un volontaire |
| 179   | Afrique du Sud                   | 南アフリカ                             | Minami Afurika                      | Anaso Jobodwana              | Athlétisme              |
| 180   | Soudan du Sud                    | 南スーダン                             | Minami Sūdan                        | Abraham Guem                 | Athlétisme              |
| 181   | Birmanie                         | ミャンマー                             | Myanmā                              | Porté par un volontaire      | Porté par un volontaire |
| 182   | Mexique                          | メキシコ                               | Mekishiko                           | Mayan Oliver                 | Pentathlon moderne      |
| 183   | Maurice                          | モーリシャス                           | Mōrishasu                           | Porté par un volontaire      | Porté par un volontaire |
| 184   | Mauritanie                       | モーリタニア                           | Mōritania                           | Porté par un volontaire      | Porté par un volontaire |
| 185   | Mozambique                       | モザンビーク                           | Mozanbīku                           | Porté par un volontaire      | Porté par un volontaire |
| 186   | Monaco                           | モナコ                                 | Monako                              | Porté par un volontaire      | Porté par un volontaire |
| 187   | Maldives                         | モルディブ                             | Morudibu                            | Porté par un volontaire      | Porté par un volontaire |
| 188   | Moldavie                         | モルドバ共和国                         | Morudoba Kyōwakoku                  | Andrian Mardare              | Athlétisme              |
| 189   | Maroc                            | モロッコ                               | Morokko                             | Btissam Sadini               | Karaté                  |
| 190   | Mongolie                         | モンゴル                               | Mongoru                             | Lkhagvagerel Munkhtur        | Lutte                   |
| 191   | Monténégro                       | モンテネグロ                           | Monteneguro                         | Dusan Matkovic               | Water-polo              |
| 192   | Jordanie                         | ヨルダン                               | Yorudan                             | Abdelrahman Al-Masafta       | Karaté                  |
| 193   | Laos                             | ラオス人民民主共和国                   | Raosu Jinmin Minshu Kyōwakoku       | Siri Arun Budcharern         | Natation                |
| 194   | Lettonie                         | ラトビア                               | Ratobia                             | Pavels Svecovs               | Pentathlon moderne      |
| 195   | Lituanie                         | リトアニア                             | Ritoania                            | Justinas Kinderis            | Pentathlon moderne      |
| 196   | Libye                            | リビア                                 | Ribia                               | Ali Omar                     | Judo                    |
| 197   | Liechtenstein                    | リヒテンシュタイン                     | Rihitenshutain                      | Lara Mechnig                 | Natation synchronisée   |
| 198   | Liberia                          | リベリア                               | Riberia                             | Porté par un volontaire      | Porté par un volontaire |
| 199   | Roumanie                         | ルーマニア                             | Rūmania                             | Catalin Chirila              | Canoë-kayak             |
| 200   | Luxembourg                       | ルクセンブルク                         | Rukusenburuku                       | Bob Bertemes                 | Athlétisme              |
| 201   | Rwanda                           | ルワンダ                               | Ruwanda                             | John Hakizimana              | Athlétisme              |
| 202   | Lesotho                          | レソト                                 | Resoto                              | Neheng Khatala               | Athlétisme              |
| 203   | Liban                            | レバノン                               | Rebanon                             | Porté par un volontaire      | Porté par un volontaire |
| 204   | États-Unis                       | アメリカ合衆国                         | Amerika Gasshūkoku                  | Kara Winger                  | Athlétisme              |
| 205   | France                           | フランス                               | Furansu                             | Steven Da Costa              | Karaté                  |
| 206   | Japon                            | 日本                                   | Nihon                               | Ryo Kiyuna                   | Karaté                  |

- Pays organisateur (Japon)
- Pays organisateur des prochains Jeux d'été (France)